# Sistema de saúde no Japão
O sistema de saúde no Japão fornece serviços de cuidados de saúde. Entre eles se incluem: exames de triagem, cuidado pré-natal e controle de doenças infeciosas; sendo que o paciente aceita a responsabilidade por 30% dos custos médicos, enquanto o governo paga os 70% restantes. O pagamento por serviços médicos pessoais é oferecido por um sistema de seguros de saúde universal que fornece uma certa igualdade de acesso, com honorários decididos por um comitê do governo. Todos os residentes do Japão são obrigados por lei a ter cobertura em um seguro de saúde. Pessoas sem um seguro dado pelos empregadores podem participar de um programa, administrado pelos governos locais de onde vivem. Os pacientes são livres para escolher os clínicos gerais ou as instalações que vão utilizar para seus cuidados e não podem ter essa cobertura negada. Os hospitais, por lei, devem ser administrados como empresas sem fins lucrativos e ser gerenciados por clínicos gerais. Organizações que visam lucro são proibidas de operar hospitais.